# Liptó (comitaat)
Het comitaat Liptó (Hongaars: Liptó vármegye, Latijn: comitatus Liptoviensis) is een historisch Hongaars comitaat, dat bestond tussen de 13e eeuw en 1920. De hoofdplaats was tussen de 13e en 15e eeuw het kasteel van Liptó en na de verwoesting daarvan tot 1667 Németlipcse. Van 1667 tot 1920 was Liptovský Mikuláš de hoofdstad van het comitaat.

## Ligging
Het comitaat Liptó grensde in het noordoosten aan Polen (tussen 1772–1918 aan het Oostenrijkse Kroonland Galicië), in het oosten aan het comitaat Szepes, in het zuidoosten aan het comitaat Gömör és Kis-Hont, in het zuidwesten aan het comitaat Zólyom, in het westen aan het comitaat Turóc en in het noordwesten aan het comitaat Árva.
Het comitaat besloeg het westen van het Tatragebergte en het dal van de Váh ten zuiden daarvan, tot aan de samenvloeiing met de Orava. Dit gebied viel samen met het Liptovbekken. De waterscheiding tussen de Váh en de Hornád vormde in het oosten de grens met het comitaat Szepes. De zuidgrens lag langs de spitsen van de Lage Tatra en de westgrens waar de Kleine Fatra en de Grote Fatra samenkomen.

## Deelgebieden
| Deelgebieden (járások)                  | Deelgebieden (járások)                           |
| Deelgebied                              | Hoofdstad                                        |
| --------------------------------------- | ------------------------------------------------ |
| Liptószentmiklós                        | Liptószentmiklós, tegenwoordig Liptovský Mikuláš |
| Liptóújvár                              | Liptóújvár, tegenwoordig Liptovský Hrádok        |
| Németlipcse                             | Németlipcse, tegenwoordig Partizánska Ľupča      |
| Rózsahegy                               | Rózsahegy, tegenwoordig Ružomberok               |
| Stadsdistrict (rendezett tanácsú város) |                                                  |
| Rózsahegy, tegenwoordig Ružomberok      |                                                  |